# Čeněk Skopek
Čeněk Skopek (rozený Vincens Skopek, 17. ledna 1866 Košice – 16. října 1935 Tábor) byl český stavitel varhan.

## Život
Narodil se hostinskému Františkovi Skopkovi a jeho ženě Johaně v Košicích č. 1. V Táboře se vyučil u Václava Mölzera varhanářem. Poté odešel na zkušenou do světa. Pracoval v Rakousku, Švýcarsku, Německu, ve Francii, Španělsku a v Maroku. Po návratu se stal společníkem ve firmě Mölzer.
Dne 5. února 1895 se v Klokotech oženil s Veronikou, dcerou Václava Mölzera, u kterého se vyučil a po jehož smrti firmu převzal. Čeňkovi se narodily dvě dcery a dva synové. Oba synové, Jaroslav a Vladimír (1899–1966), se také stali varhanáři.

## Dílo
výběr
- 1899 – Tábor, děkanský kostel Proměnění Páně (nový nástroj
- 1899 – Zdislavice, kostel sv. Petra a Pavla (oprava)
- 1900 – České Budějovice, Kostel Panny Marie Růžencové (nový nástroj)
- 1900 – Heřmaň, kostel sv. Jiljí (oprava)
- 1902 – Sudoměřice u Bechyně, kostel Všech svatých (oprava)
- 1902 – Bošilec, farní kostel sv. Martina (oprava)
- 1904 – Čestice, kostel Umučení sv. Jana Křtitele (oprava)
- 1906 – Budislav, kostel Nanebevzetí Panny Marie (oprava)
- 1908 – Pacov, děkanský kostel sv. Michaela archanděla (oprava)
- 1910 – Radošovice, Kostel svatého Víta (nový nástroj)
- 1911 – Neveklov, kostel svatého Havla (oprava)
- 1914 – Sudoměřice u Bechyně, kostel Všech svatých (oprava)
- 1914 – Čestice, kostel Umučení sv. Jana Křtitele (nový nástroj)